# Menaea Graeca
La  Menaea Graeca (en latín: Menaea Graeca) fue un conjunto de 12 volúmenes publicados en Venecia en 1880 que incluía varias hagiografías.

## Contenido
Incluye biografías de los siguientes cristianos  mártires y santos:
- San Abercio
- Abercius el Mártir
- Santa Pelagia
- Romano de Samosata